# Marta (voleibolista)
Marta Aparecida Pereira da Silva (São Paulo, 17 de julho de 1961) é uma ex-voleibolista indoor brasileira que atuando como Central conquistou pela Seleção Brasileira a histórica medalha de ouro no Campeonato Sul-Americano de 1981 realizado no Brasil, interrompendo a supremacia continental da Seleção Peruana. Participou também da edição do Campeonato Mundial de 1982 no Peru e ainda foi um prata no Campeonato Sul-Americano de 1983 também sediado no Brasil. No mesmo ano, disputou os Jogos Pan-Americanos na Venezuela.

## Carreira
A paulista Marta foi jogadora que atuava na posição de Central e com apenas 20 anos de idade foi convocada para Seleção Brasileira para disputar o Campeonato Sul-Americano realizado em Santo André-SP no ano de 1981, competição que há mais de uma década estava estabelecida a supremacia continental imposta pelo selecionado peruano, mas ela esteve na equipe que venceu as peruanas na final conquistando a medalha de ouro e qualificação para Copa do Mundo no mesmo ano.
Aos 21 anos era atleta do São Caetano quando convocada novamente para disputar o Campeonato Mundial de 1982 em Lima-Peru vestindo novamente a camisa#12 contribuiu para equipe brasileira encerrar na oitava colocação.
Em 1983 voltou a vestir a camisa da seleção principal e disputou o Campeonato Sul-Americano sediado em São Paulo, mas juntamente com suas companheiras de equipe deixaram escapar o bicampeonato consecutivo, terminando com a medalha de prata.
Ainda em 1983 foi convocada para seleção e disputou por esta a edição dos Jogos Pan-Americanos de Caracas-Venezuela, participação na qual Marta contribuiu para equipe brasileira encerrasse na quarta colocação.

## Títulos e Resultados
- 1983-4º lugar dos Jogos Pan-Americanos (Caracas,  Venezuela)[5]
- 1982-8º lugar do Campeonato Mundial (Lima,  Peru)[3]